# Stazione di Pollena
La stazione di Pollena è una stazione della ferrovia Circumvesuviana, sita nel comune di Pollena Trocchia.
Si trova sulla ferrovia Napoli-Ottaviano-Sarno.

## Strutture e impianti
La stazione è dotata di due binari passanti con annesse banchine più uno tronchino che da un lato fa da ricovero per i mezzi da lavoro e dall'altro ospita l'impianto elettrico. Contigui alla banchina del primo binario sono siti la biglietteria e l'atrio passeggeri. Le due banchine sono collegate tramite soprapassaggio.
La stazione manca di scalo merci.

## Movimento
La stazione di Pollena ha nelle ore di punta un discreto movimento passeggeri costituito per quasi la sua totalità da pendolari (siano essi lavoratori o studenti).
Le stime dei passeggeri potrebbero essere superiori, se non fosse per la concorrenza della vicinissima stazione di Guindazzi.

## Servizi
La stazione dispone di
- sovrappassaggio